# Голубой лев (фильм)
«Голубой лев» — детективный художественный фильм, снятый по мотивам повести В. Степанова и Юрия Фёдоровича Перова «Святой Маврикий».

## Сюжет
Двое преступников решили украсть редчайшую почтовую марку, однако в квартиру приходит сантехник, который становится их заложником.

## В ролях
- Сос Саркисян — «Ювелир»
- Анаида Гукасян — Гаяне
- Армен Сантросян — монтёр
- Алиса Капланджян — художница
- Вардуи Вардересян — домработница
- Генрих Асланян — профессор
- В. Нагапетян — Тигран
- С. Аджабханян — участковый

В эпизодах: С.Аракелян, Р.Унанян, А.Оганесян, У.Маркарян, П.Хачикян, В.Степанян, Е.Алоян, А.Арутюнян, А.Казарян, А.Едигарян.